# Anatolij Esaułow
Anatolij Aleksandrowicz Esaułow (ros. Анатолий Александрович Эсаулов, ur. 10 czerwca?/23 czerwca 1905 we wsi Smolencewo w guberni wiackiej, zm. 25 czerwca 1954 w Moskwie) – Rosjanin, funkcjonariusz radzieckich służb specjalnych, generał major, zastępca ludowego komisarza/ministra bezpieczeństwa państwowego ZSRR (1944-1947).

## Życiorys
Ukończył 3 klasy szkoły wiejskiej, pracował w powiatowym Sownarchozie, od października 1924 do stycznia 1926 przewodniczący rady wiejskiej rodzinnej wsi, 1924-1930 członek Komsomołu, od 1928 członek WKP(b). Od października 1926 do grudnia 1927 sekretarz odpowiedzialny gminnego komitetu Komsomołu, później pracował w swoim gospodarstwie, od października 1928 do października 1929 propagandzista gubernialnego komitetu Komsomołu w Wiatce, 1930-1931 przewodniczący rejonowego związku kołchozów. 
Od stycznia 1932 funkcjonariusz GPU, od grudnia 1932 do lutego 1934 pełnomocnik rejonowego oddziału GPU, od lutego do lipca 1934 szef rejonowego oddziału GPU, 1934-1937 szef rejonowego oddziału NKWD, od 23 marca 1936 sierżant bezpieczeństwa państwowego, 1937 kursant Centralnej Szkoły Głównego Zarządu Bezpieczeństwa Państwowego, 1937-1938 pełnomocnik operacyjny Wydziału 4 Głównego Zarządu Bezpieczeństwa Państwowego, 1938-1939 starszy pełnomocnik operacyjny Wydziału 2 Głównego Zarządu Bezpieczeństwa Państwowego, od 28 maja 1938 młodszy porucznik bezpieczeństwa państwowego. Od stycznia do 5 sierpnia 1939 starszy oficer śledczy Sekcji Śledczej NKWD ZSRR, 11 kwietnia 1939 awansowany na porucznika, a 22 czerwca 1939 starszego porucznika bezpieczeństwa państwowego, od 5 sierpnia 1939 pomocnik szefa Sekcji Śledczej Głównego Zarządu Bezpieczeństwa Państwowego, od 1939 do 26 lutego 1940 zastępca szefa Sekcji Śledczej Głównego Zarządu Bezpieczeństwa Państwowego, od 26 lutego 1940 do 26 lutego 1941 szef Sekcji Śledczej Głównego Zarządu Bezpieczeństwa Państwowego, od 14 marca 1940 kapitan bezpieczeństwa państwowego. Od 26 lutego do 31 lipca 1941 zastępca szefa Sekcji Śledczej NKGB ZSRR, 12 lipca 1941 awansowany na majora bezpieczeństwa państwowego, od 17 sierpnia 1941 do 16 maja 1943 szef Sekcji Śledczej Zarządu 3 NKWD ZSRR, 14 lutego 1943 mianowany komisarzem bezpieczeństwa państwowego, od 16 maja 1943 do 20 października 1944 szef Wydziału 11 Zarządu 2 NKGB ZSRR. Od 20 października 1944 do 28 marca 1947 zastępca ludowego komisarza/ministra bezpieczeństwa państwowego ZSRR, 9 lipca 1945 mianowany generałem majorem, od 6 grudnia 1947 do 2 stycznia 1952 szef Sekretariatu Obrad Specjalnych MGB ZSRR, następnie w rezerwie.

## Odznaczenia
- Order Czerwonego Sztandaru (dwukrotnie - 20 września 1943 i 8 marca 1944)
- Order Wojny Ojczyźnianej I klasy (dwukrotnie - 21 kwietnia 1945 i 29 października 1948)
- Order Czerwonej Gwiazdy
- Order „Znak Honoru” (26 kwietnia 1940)
- Odznaka "Zasłużony Funkcjonariusz NKWD" (4 lutego 1942)